# ジグザグ (オレゴン州)
ジグザグ（英語: Zigzag、Zig Zagとも）は、アメリカ合衆国オレゴン州クラカマス郡の非法人コミュニティ。国道26号線沿い、ロードデンドロンとウェルチズの間に位置する。またフッド山回廊地域のガバメントキャンプからサンディまで続くマウントフッド村の一部である。
名前はコロンビア川の支流ジグザグ川に由来する。ジグザグ川はジグザグの北でサンディ川に合流し、コロンビア川へと注いでいる。

## 歴史
開拓者のジョエル・パーマーは1845年10月11日にフッド山の森林限界近くのジグザグ渓谷を横断した。パーマーは次のように記している。
渓谷を降りる方法は、まっすぐ右に曲がり、約100ヤード (91 m)ジグザグに進む。次に短く方向転換し、標高の低い方向へジグザグに進む。次に右に曲がり、これを繰り返して麓へと進む。
ジグザグ川は隣接する川よりも蛇行していないため、バーロウ・ロードを通過する旅人は川の流れではなく渡り方でジグザグだと認識していた可能性が高い。
ジグザグ郵便局は1917年に開局し、1974年まで断続的に営業を続けた。一時期、ジグザグ郵便局はロードデンドロンで営業していたこともあった。

## 歴史的建造物
アメリカ合衆国国家歴史登録財に指定されているジグザグ・レンジャー・ステーションがある。同様の国家歴史登録財のSt. John the Evangelist Roman Catholic Churchはかつてジグザグ地区にあったが、1976年にウェルチズへ移転している。またレンジャー・ステーションや教会と同様に素朴な丸太造りのジグザグ・インはフッドリバー郡レンツの創設者の息子ウィリアム・ジョン・"ビル"・レンツによって建てられた。レンツは他にも多くの著名な建造物をこの地域に建てている。

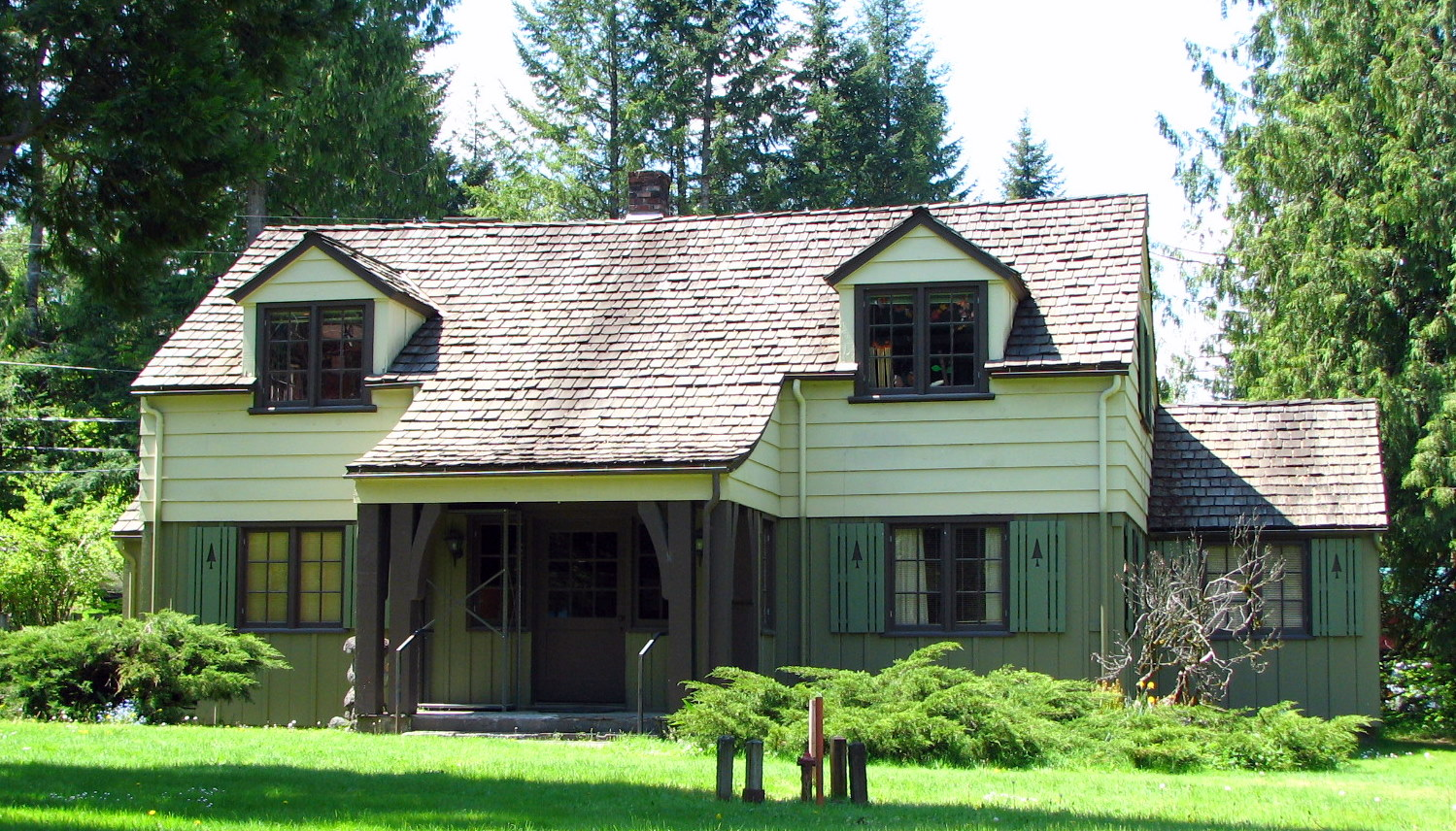
ジグザグ・レンジャー・ステーション
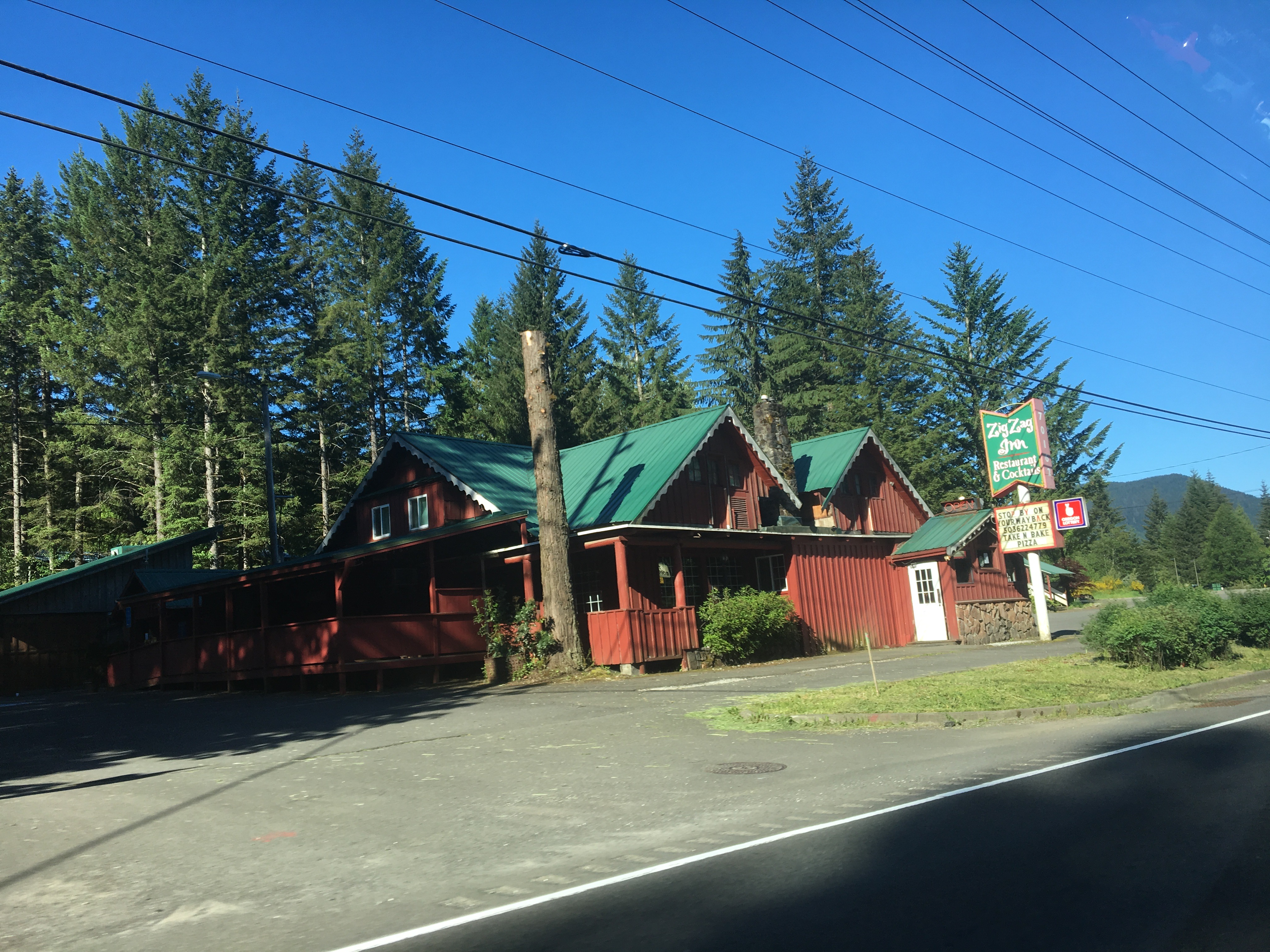
ジグザグ・イン